# Thamnophilus divisorius
El batará de Acre (en Perú) (Thamnophilus divisorius), es una especie de ave paseriforme de la familia Thamnophilidae perteneciente al numeroso género Thamnophilus. Es nativo de una pequeña región de la Amazonia occidental en América del Sur.

## Distribución y hábitat

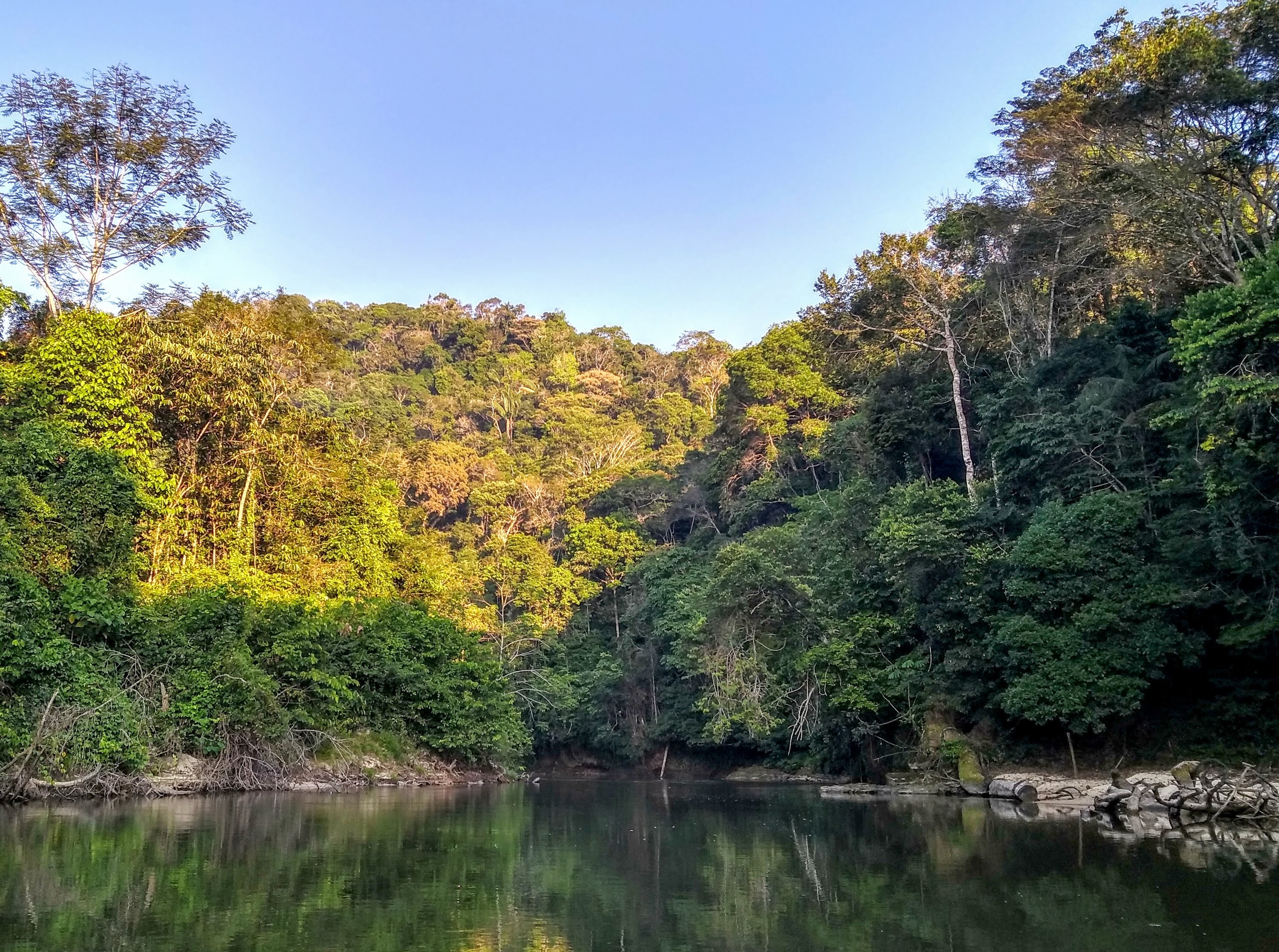
Río Moa, Sierra del Divisor, Acre, el hábitat de la especie.

Se distribuye en la Sierra del Divisor (en Acre), en el oeste de Brasil, y también en formaciones similares en Loreto / Ucayali, en el adyacente Perú.
Esta especie es considerada común pero extremadamente localizada en su hábitat natural: el sotobosque de bosques enanos a 500 m de altitud. En suelos arenosos finos, bien drenados, con baja diversidad de especies forestales y una estatura del bosque baja (la mayoría de los árboles abajo de los 15 m). En la mayoría de los sitios donde fue encontrado, el sotobosque está dominado por bromelias terrestres, aunque el sitio en Perú donde está presente no presenta bromelias.

## Descripción
Mide entre 16,5 y 17 cm de longitud. Presenta marcado dimorfismo sexual, el macho es gris azulado oscuro, con las alas, la cola y el pecho más negros; la hembra es gris azulado por arriba y pardo anaranjado por abajo. El pico es robusto y terminado en forma de gancho.

## Comportamiento
Forrajean en pareja, independientes de bandadas mixtas, saltitando en el sotobosque.

### Alimentación
Se sabe muy poco sobre su dieta, se presume que se compone principalmente de insectos. Fue observado capturando por lo menos una oruga y un ortóptero verde de unos 3 cm de largo, que fue golpeado vigorosamente contra una rama antes de ser tragado entero.

### Vocalización
El canto se describe como una serie acelerada y descendiente de notas ricas, con un ritmo alto y distintivo y un ladrido final bisilábico «kuk kuk-kuk-kuk-ku-ku-ku-ku'wah'AH"». Los dos sexos cantan y el canto de las hembras es de frecuencia ligeramente más baja.

## Sistemática

### Descripción original
La especie T. divisorius fue descrita por primera vez por los ornitólogos estadounidenses Bret M. Whitney, David C. Oren y Robb T. Brumfield en 2004 bajo el mismo nombre científico ; la localidad tipo es «Morro Queimado, en la Serra da Jaquirana (una de las cadenas más orientales de la Serra do Divisor), cerca de 500 m de altitud, sobre la orilla izquierda del Río Moa en el Parque Nacional de la Serra do Divisor, municipalidad de Mancio Lima, Acre, Brasil; 07°26’36”S, 73°40’28”W». El holotipo, un macho adulto recolectado el 10 de julio de 1996 por Bret Whitney, se encuentra depositado en el Museo Paraense Emílio Goeldi bajo el número MPEG 52574.

### Etimología
El nombre genérico «Thamnophilus» se compone de las palabras del griego «thamnos» que significa ‘arbusto’ y «philos» que significa ‘amante’; y el nombre de la especie «divisorius», se refiere a la Serra do Divisor.

### Taxonomía
Los análisis moleculares indican que esta especie está hermanada con Thamnophilus insignis y que ambas forman parte de un grupo con T. melanonotus, T. melanothorax y T. amazonicus. A pesar de divergentes en plumaje y vocalización, la característica común a divisorius, insignis, y amazonicus es la naturaleza general del hábitat que las tres especies ocupan, estructural y fisonómicamente similares, que poseen suelos especialmente pobres de nutrientes.
Es monotípica.